# Hepatorenales Syndrom
Das hepatorenale Syndrom (HRS) oder Hepatorenalsyndrom ist eine funktionelle, progrediente und potentiell reversible Abnahme der Nierenfunktion (glomerulären Filtrationsrate) mit der Folge eines oligurischen Nierenversagens bei Patienten mit Lebererkrankungen (Leberzirrhose oder fulminante Hepatitis) bei fehlenden Hinweisen auf andere Ursachen einer Niereninsuffizienz (Ausschlussdiagnose).
Das hepatorenale Syndrom ist eine Form des funktionellen Nierenversagens ohne renale Pathologie. Durch die Ausschüttung von vasoaktiven (gefäßerweiternden oder gefäßverengenden) Substanzen kommt es dabei zu einer Verschlechterung der Nierendurchblutung. Es handelt sich um eine rein funktionelle Störung der Niere; solche Nieren erweisen sich nach einer Nierentransplantation beim Empfänger als funktionstüchtig.

## Pathogenese
Die Kombination aus portaler Hypertension und arterieller Vasodilatation im Splanchnikusgebiet verändert den intestinalen Kapillardruck mit einer Steigerung der Gefäßpermeabilität. Somit kommt es zu einem Austritt von Flüssigkeit in die Bauchhöhle und zur Entstehung eines Aszites. Bei Fortschreiten der Erkrankung resultiert hieraus ein relativer intravasaler Flüssigkeitsmangel im systemischen Kreislauf mit Abnahme der renalen Ausscheidung von freiem Wasser und renovaskulärer Vasokonstriktion, um den renalen Perfusionsdruck (bei Erwachsenen über 65 mm Hg beim mittleren arteriellen Blutdruck MAP) aufrechtzuerhalten (Underfill-Theorie). Reaktiv wird auch das Renin-Angiotensin-Aldosteron-System (RAAS) angekurbelt, was zu einer Retention von Natrium und Wasser führt. Dieser bei gesunden Menschen durchaus sinnvolle Mechanismus führt bei Patienten mit portaler Hypertonie allerdings zu einer weiteren Verschlechterung des Krankheitsbildes.
Das Merck Manual hält die Pathogenese für unbekannt. Die dort beschriebenen Symptome Oligurie und Azotämie lassen sich allein durch eine „extreme Vasodilatation“ der Schlagadern im Splanchnikusgebiet nicht erklären.
Heute wird das hepatorenale Syndrom als direkte hämodynamische Folge eines verkleinerten Herzzeitvolumens beschrieben. Eine Leberzirrhose, Organfibrosen und Entzündungen verringern die Durchblutung der Leber und damit das Herzzeitvolumen. Das Herzzeitvolumen und damit die renale Perfusion mit der glomerulären Filtration werden durch Aszites, Blutstauungen und Vasokonstriktionen zusätzlich verkleinert.

## Symptome
Die Klinik äußert sich durch Zeichen der dekompensierten Leberzirrhose. Dazu gehören Aszites, Ödeme, Ikterus und hepatische Enzephalopathie.
Es werden zwei Typen des HRS unterschieden.
Beim Typ 1 findet sich eine rasch fortschreitende Verschlechterung der Nierenfunktion. Kriterien sind eine Verdopplung des Serumkreatinins auf über 2,5 mg/dl, oder ein Abfall der Kreatinin-Clearance um die Hälfte auf unter 20 ml/min, jeweils binnen zweier Wochen. Es lassen sich bei diesem Typ oft auslösende Faktoren benennen, unter anderen gastrointestinale Blutungen, eine forcierte Diuretikatherapie, nephrotoxische Medikamente (z. B. nichtsteroidale Antirheumatika), eine Laktuloseüberdosierung oder eine Parazentese ohne Plasmavolumenexpansion.
Beim Typ 2 kommt es zu einer langsam fortschreitenden Verschlechterung der Nierenfunktion mit einem Serumkreatinin von über 1,5 mg/dl. Im Unterschied zum Typ 1 tritt diese Form oft spontan, also ohne einen auslösenden Faktor, auf und stellt eine wichtige Ursache eines therapierefraktären Aszites dar.
Mit der revidierten Klassifikation des International Club of Ascites (ICA) beziehungsweise mit den Clinical Practice Guidelines der European Association for the Study of the Liver (EASL) ist diese Einteilung abgeschafft worden.
- Der Typ 1 wurde durch den Begriff HRS-AKI (hepatorenal syndrome - acute kidney injury) ersetzt beziehungsweise erweitert, während
- der Typ 2 nun als HRS-NAKI (hepatorenal syndrome - non acute kidney injury) bezeichnet und je nach der Dauer in
  - HRS-AKD (hepatorenal syndrome - acute kidney disease) und
  - HRS-CKD (hepatorenal syndrome - chronic kidney disease) unterteilt wird.[8][9]

## Definition und Diagnostik
Beim hepatorenalen Syndrom handelt es sich um eine Ausschlussdiagnose. Nach der Definition des International Ascites Club müssen folgende Hauptkriterien vorliegen:
- Kreatininanstieg auf über 1,5 mg/dl bzw. Einschränkung der Kreatininclearance auf unter 40 ml/min.
- Portale Hypertension
- Keine Kreislaufdepression
- ausgeprägte hepatische Insuffizienz
- keine aktuellen bakteriellen Infekte
- keine Applikation nephrotoxischer Medikamente, die das Nierenversagen erklären könnten
- keine Verbesserung der Nierenfunktion nach Expansion des Plasmavolumens
- Keine Proteinurie über 500 mg/Tag
- Urinvolumen unter 500 ml/Tag
- Urinnatriumkonzentration von unter 10 mmol/l
- eine Urinosmolarität, die höher als die Serumosmolarität ist
- keine Erythrozyturie von über 50 Zellen/Gesichtsfeld
- Serumnatriumkonzentration von unter 130 mmol/l

Eine Gefäßengstellung der Nierengefäße kann durch eine Dopplerultraschalluntersuchung der Nieren nachgewiesen werden. Sie macht die Diagnose eines HRS wahrscheinlicher. Rund die Hälfte der Patienten mit einer solchen Engstellung und einer Leberzirrhose entwickeln ein HRS.
Der Kreatininwert kann bei Vorliegen einer Leberzirrhose trotz des Nierenversagens noch im Normalbereich liegen. Kreatinin wird aus den Muskeln freigesetzt. Bei Leberzirrhose wird deutlich weniger Kreatinin als beim lebergesunden Menschen abgegeben. Bei einer Oligurie oder einer Anurie wird der Kreatininspiegel (unabhängig von der GFR) wegen der gesteigerten tubulären Rückresorption ansteigen.
Bei einer Leberkrankheit kann eine Hyperbilirubinämie wegen der Braunfärbung des Serums bei der kolorimetrischen Jaffé-Reaktion fälschlich zu große Serumkreatininwerte mit zu kleinen glomerulären Filtrationsraten liefern. Auch so wird eine Nierenkrankheit vorgetäuscht.
Bei einer Anurie ist die GFR nicht bestimmbar, bei einer Oligurie führen die GFR-Berechnungen zu falsch kleinen Ergebnissen. Alle kreatininbasierten GFR-Schätzverfahren unterstellen, dass Kreatinin tubulär nicht und nur minimal rückresorbiert wird. In der Kompensation eines Flüssigkeitsmangels werden alle harnpflichtigen Stoffe (also auch Harnstoff, Kreatinin und Cystatin C) mehr oder weniger vollständig zusammen mit dem Primärharn ausnahmsweise doch tubulär rückresorbiert, und zwar unabhängig von der tatsächlichen GFR. Große Plasmaspiegel von Kreatinin und Cystatin C führen in den üblichen GFR-Schätzformeln jedoch zu einer kleinen GFR, weil sie im Nenner stehen. – Bei der Anurie steht kein Urin zur Verfügung, also sind alle Clearance-Methoden ebenfalls nicht durchführbar. Und alle nuklearmedizinischen Verfahren zur Bestimmung der seitengetrennten filtrativen Nierenfunktion (Nierenfunktionsszintigraphie, Nierenszintigraphie, Radioisotopennephrographie, Renographie, Urografie) liefern nur das Filtrationsverhältnis (oder sogar nur das Eliminationsverhältnis) beider Nieren zueinander (mit der Summe 100 %) ohne Angabe der GFR.

## Therapie
Therapeutisch müssen die auslösenden Faktoren beseitigt werden. Im Vordergrund steht also die Behandlung der Leberkrankheit und der Herzinsuffizienz. Zudem werden der Säure-Basen-Haushalt korrigiert, eine Anämie durch Transfusionen ausgeglichen, Albumin intravenös verabreicht sowie nephrotoxische Substanzen gemieden. Unter Umständen kommen Nierenersatzverfahren in Frage, bei schweren renalen Gewebsschäden in seltenen Fällen auch eine Nierentransplantation. Die Lebertransplantation ist meistens jedoch die einzige definitive Therapieoption. Eine Leberdialyse ist nur selten angezeigt.
Falls die oben genannten Möglichkeiten nicht durchführbar oder nicht ausreichend sind, kommen als weitere Möglichkeiten ein TIPS (transjugulärer intrahepatischer portosystemischer Shunt) und – bei Patienten in schlechtem Allgemeinzustand oder mit Kontraindikation für einen TIPS – die pharmakologische Behandlung mit Vasopressin-Analoga (Terlipressin) oder mit alphaadrenergen Substanzen wie Noradrenalin und Milodril (Vasokonstriktion im Splanchnikusgebiet) in Kombination mit Albumin in Frage.

## Heilungsaussicht
Die Prognose des Hepatorenalsyndroms ist schlecht. Die Überlebenszeit beim Typ 1 beträgt ohne Therapie in der Regel unter einem Monat, beim Typ 2 liegt die Überlebenswahrscheinlichkeit bei etwa 20 % nach zwei Jahren. Rund die Hälfte der Patienten mit dem schnell fortschreitenden Typ I können durch eine adäquate Therapie mit einem Vasopressinanalogon und Albumin rund drei Monate überleben. Todesursächlich ist das Leberversagen in Verbindung mit einem Kreislaufversagen im Rahmen eines Multiorganversagens (also im Schock) und nur selten ein urämisches Koma. Bei der Autopsie findet man nur in Ausnahmefällen als Begleitkrankheit eine schwere doppelseitige Nephropathie.

## Geschichte
Schon der Schweizer Arzt Felix Platter (Platerus, 1536–1614) hat die Behinderung der Nierenperfusion „durch eine Verstopfung der Eingeweide, besonders der Leber“, beschrieben. Eine Oligurie sei nur in den seltensten Fällen „auf einen Fehler der Nieren zurückzuführen“. Nur zweimal habe er bei seinen zahlreichen Sektionen „gesehen, daß beide Nieren ganz aufgezehrt (consumptus) gewesen seien.“ Auch dass eine „Dickflüssigkeit des Blutes“ (Viskosität) die Nierendurchblutung reduziert und damit verhindert, dass ausreichend Primärharn „wie man sagt abgeseiht“ wird, hat Felix Platter der Ältere beschrieben.
Ernst Lauda beschreibt „ein Koma mit Azotämie (hepatorenales Koma), offenbar jene Form des Koma hepaticum, die schon Rokitansky [in seinem Handbuch der pathologischen Anatomie, 3 Bände, Wien 1842–1846] vor 100 Jahren in ihrem Wesen erfaßte, als er meinte, daß im Bilde des Koma hepaticum urämische Züge mitspielen. Die Therapie dieser Fälle kann sich großteils immer nur auf das Grundleiden, die Leberstauung, die Cholangitis und so weiter, beziehen.“
Der Zusammenhang zwischen Nierenversagen und Leberzirrhose wurde 1861 durch von Frerichs (1819–1885) und 1863 durch Austin Flint II (1836–1915) das erste Mal wissenschaftlich beschrieben. 1956 wurde (abweichend von Felix Platter) die Engstellung der Nierengefäße (Arteria renalis) als auslösende Ursache identifiziert.
Wilhelm Nonnenbruch (1887–1955) hat das hepatorenale Syndrom 1937 als Niereninsuffizienz ohne Nierenkrankheit bei Leberkranken beschrieben. „Das hepatorenale Syndrom ist eine Kombination von anatomisch definierter Lebererkrankung mit manchmal schwerer funktioneller Einschränkung der Nierenfunktion, wobei die Nieren nur wenig, wenn überhaupt, histologische Veränderungen zeigen.“ Trotzdem glaubte man bis etwa 1956 nicht an die Existenz des hepatorenalen Syndroms. Erst Solomon erinnerte 1958 wieder an Nonnenbruchs Definition („unerklärbare Niereninsuffizienz bei Leberzirrhose ohne klinische, labormedizinische oder anatomische Hinweise für andere bekannte Ursachen eines Nierenversagens mit spontaner Reversibilität“).
Auch Richard Bright (1789–1858) sah einen Zusammenhang zwischen Leberkrankheit und Niereninsuffizienz. Der Begriff der hepatorenalen Insuffizienz wurde zuerst 1914 von dem französischen Arzt Prosper Merklen (* 25. April 1874 in Guebwiller, † 21. April 1939 in Straßburg) verwendet. Auch Franz Volhard zählte die „hepatorenale Azotämie“ zu den extrarenalen Nephrosen.
Deswegen wird heute das hepatorenale Syndrom nur dann diagnostiziert, wenn bei der Biopsie weder glomeruläre noch tubuläre Schäden gefunden werden.